# Hypocassida
Hypocassida es un género de escarabajos  de la familia Chrysomelidae. En 1893 Weise describió el género. Contiene las siguientes especies:
- Hypocassida convexipennis Borowiec, 2000
- Hypocassida cornea (Marseul, 1868)
- Hypocassida grossepunctata Bordy, 2009
- Hypocassida meridionalis (Suffrian, 1844)
- Hypocassida subferruginea (Schrank, 1776)